# Anglo Cup
La Anglo Cup era una competizione calcistica svizzera, creata basandosi sul regolamento della FA Cup, svoltasi dal 1910 al 1913.

## Storia[1]
La competizione nacque nel 1910 per seguire l'esempio degli inglesi, che all'epoca rappresentavano il meglio del calcio mondiale, basandosi sul regolamento della FA Cup.
Il trofeo venne messo in palio dalla Anglo-American Ltd., società con sede a Zurigo.
La coppa è considerata la più antica delle antenate dell'attuale Coppa Svizzera, venendo succeduta negli anni venti da un'altra competizione similare, la Och Cup, soppressa anch'essa.
La Anglo Cup si svolse in quattro edizioni, tre vinte dal Young Boys ed una dal Basilea; la prima edizione venne aggiudicata con una doppia finale, poiché il primo incontro tra Young Boys e San Gallo terminò con un pareggio.
L'ultima edizione, quella del 1913, fu vinta dal Basilea.
Non venne disputata ulteriormente a causa di difficoltà organizzative.

## Albo d'oro[2]
| Data           | Sfida                      | Risultato | Vincitore  |
| 6 giugno 1910  | Young Boys - San Gallo     | 1-1       |            |
| 3 luglio 1910  | Young Boys - San Gallo     | 7-0       | Young Boys |
| 9 luglio 1911  | Young Boys - Servette      | 3-1       | Young Boys |
| 1912           | Young Boys - Friburgo      | 4-0       | Young Boys |
| 30 giugno 1913 | Basilea - Weissenbühl Bern | 5-0       | Basilea    |